# 폴리스 아카데미 6
폴리스 아카데미 6(Police Academy 6: City Under Siege)은 미국에서 제작된 피터 보너즈 감독의 1989년 코미디 영화이다. 부바 스미스 등이 주연으로 출연하였고 폴 마스랜스키 등이 제작에 참여하였다.

## 출연

### 주연
- 부바 스미스 - 모지스 하이타워 경위[1] 역
- 마이클 윈슬로우 - 라벨 존스 경사 역
- 데이비드 그라프 - 유진 태클베리 경사 역
- 마리온 램지 - 훅스 경사 역
- 레슬리 이스터브룩 - 데비 캘라한 경감 역

### 조연
- 랜스 킨시 - 칼 플록터 경위 역
- 브루스 말러
- 케네스 마스
- 게리트 그라함
- 매트 맥코이 - 닉 라사드 경사 역
- G.W. 베일리 - 세듀스 해리스 경감 역
- 조지 게인스 - 에릭 라사드 치안정감 역
- 조지 R. 로버트슨 - 헨리 허스트 치안총감 역

## 제작진
- 원조: 닐 이스라엘
- 원조: 팻 프로프트

## 한국어 더빙 성우진(KBS, 2000년 9월 16일)
- 노민 - 해리스 반장 (G.W. 베일리)
- 박상일 - 시장 (케네스 마스)
- 김준 - 하이타워 (부바 스미스)
- 김소형 - 존스 (마이클 윈슬로우)
- 유동현 - 태클베리 (데이비드 그라프)
- 강구한 - 패클러 (브루스 말러)
- 이광자 - 스탠윅 부인 (빌리 버드)
- 박은숙 - 훅스 (마리온 램지)
- 이연희 - 캘러한 (레슬리 이스터브룩)
- 장호비 - 프록터 (랜스 킨시)
- 김현직 - 라사드 학장 (조지 게인스)
- 온영삼 - 허스트 국장 (조지 R. 로버트슨)
- 김민석 - 닉 (매트 맥코이)